# Abraham Lincoln, chasseur de vampires
Ne doit pas être confondu avec Abraham Lincoln, chasseur de vampires (film).
Abraham Lincoln, chasseur de vampires (Abraham Lincoln, Vampire Hunter) est un roman d'horreur de Seth Grahame-Smith, présenté comme une autobiographie fictive d'Abraham Lincoln, publié par l'éditeur newyorkais Grand Central en 2010.
En France, le roman est publié par le label Eclipse dans la collection Horreur en 2011.

## Synopsis
L'Histoire reconnaît Abraham Lincoln, le seizième président des États-Unis, comme celui qui a sauvé l'Union et libéré des millions d'esclaves, mais elle a cependant dissimulé la vérité cachée derrière la guerre de Sécession : sa chasse contre les morts-vivants, cent-quarante ans durant.

## Le livre

### Développement
En plein succès de son Orgueil et préjugés et zombies, Seth Grahame-Smith écrit une autre fiction historique mêlant comédie et horreur: Abraham Lincoln, chasseur de vampires. Comme le titre l'indique, ce roman retrace la vie (fictive) d'Abraham Lincoln, de la jeunesse à l'assassinat, en s'appuyant sur ses Journaux secrets révélant sa lutte contre le vampirisme.

### Couverture
La couverture présente une photographie d'Abraham Lincoln, debout, bras derrière lui, avec ce qui semble être une hache derrière le dos et du sang sur le mur derrière lui, avec une empreinte de main sanglante ainsi que quelques traces de sang. La quatrième de couverture offre une autre vision de la même scène vue de son dos : il tient effectivement une hache sanglante à la main et une tête coupée dégoulinant de sang dans l'autre.
À la différence de la couverture française, l'illustrateur Paul Young, gardant le même détournement, présente en revanche le président américain dans la position assise.

## Publication

### Marketing

#### Bande-annonce publicitaire
Afin de promouvoir Abraham Lincoln, Vampire Hunter sous forme de publicité, Bodega Production lance, en mars 2010, un court-métrage de deux minutes écrit et réalisé en noir et blanc par Adam Reid, mettant en scène Michael Krebs dans le rôle d'Abraham Lincoln et Jason Vail en vampire. L'action a lieu en 1864 dans la Maison-Blanche, où le président se confronte à un vampire dans une bataille à mort.
C'est en février 2010 que la production a commencé le tournage dans le gigantesque manoir Alder Manor, situé à Yonkers dans l'État de New York.

### Réception
Depuis sa publication aux États-Unis en mars 2010, Abraham Lincoln, chasseur de vampires se trouvait à la quatrième place de la liste de best-sellers de The New York Times, le 16 mars 2011, dans la catégorie Hardcover Fiction, mais a chuté en septième semaine.
La plupart des critiques américaines se montrent positives: Time Magazine décrit que « Grahame-Smith est un excellent auteur avec un réel talent et un sens aigu du rythme », Vanity Fair avoue que « ce n’est pas juste la biographie de Lincoln que nous attendions tous, c’est aussi la plus drôle, pleine d’action et la mieux détaillée sur la Guerre civile américaine. Grahame-Smith pourrait prétendre être le Howard Zinn des histoires alternatives de vampires » et Wired remarque que « Grahame-Smith réalise là un excellent travail, capturant l’esprit de narration, mélangeant les anecdotes historiques réelles avec les notes fictives de son journal secret, mêlant les éléments vampiriques à l’histoire pour la rendre crédible ».

### Différents formats
Il existe trois formats d'édition différents aux États-Unis, dont l'édition originale est en reliure rigide illustrée de photographies falsifiées ou non, le second en broché réédité en avril 2011 et le dernier en livre audio avec la voix de Scott Holst, comprenant également l'interview de l'auteur.

## Adaptation cinématographique
20th Century Fox entreprend la production d'une adaptation pour le grand écran, prévue en juin 2012 aux États-Unis. Le Russe Timur Bekmambetov en est le réalisateur sur le scénario de l'auteur Seth Grahame-Smith en collaboration avec Tim Burton et Timur Bekmambetov. Les acteurs ont été choisis, dont Benjamin Walker dans le rôle-titre.